# Озегвай
 Озегвай  — деревня в Глазовском районе Удмуртии в составе сельского поселения Парзинское.

## География
Находится на расстоянии примерно 24 км на юг по прямой от центра района города Глазов.

## История
Известна с 1802 года как починок Озегваевского с 10 дворами крещёных удмуртов. В 1873 году здесь (починок Озегвайской или Озегвай) было дворов 18 и жителей 208, в 1905 (деревня Озегвай) 55 и 526, в 1924 68 и 519. Работал колхоз «Заря», совхоз «Парзинский».

## Население
Постоянное население составляло 77 человек (удмурты 98 %) в 2002 году, 28 в 2012.